# Honda Life

## Honda Life I

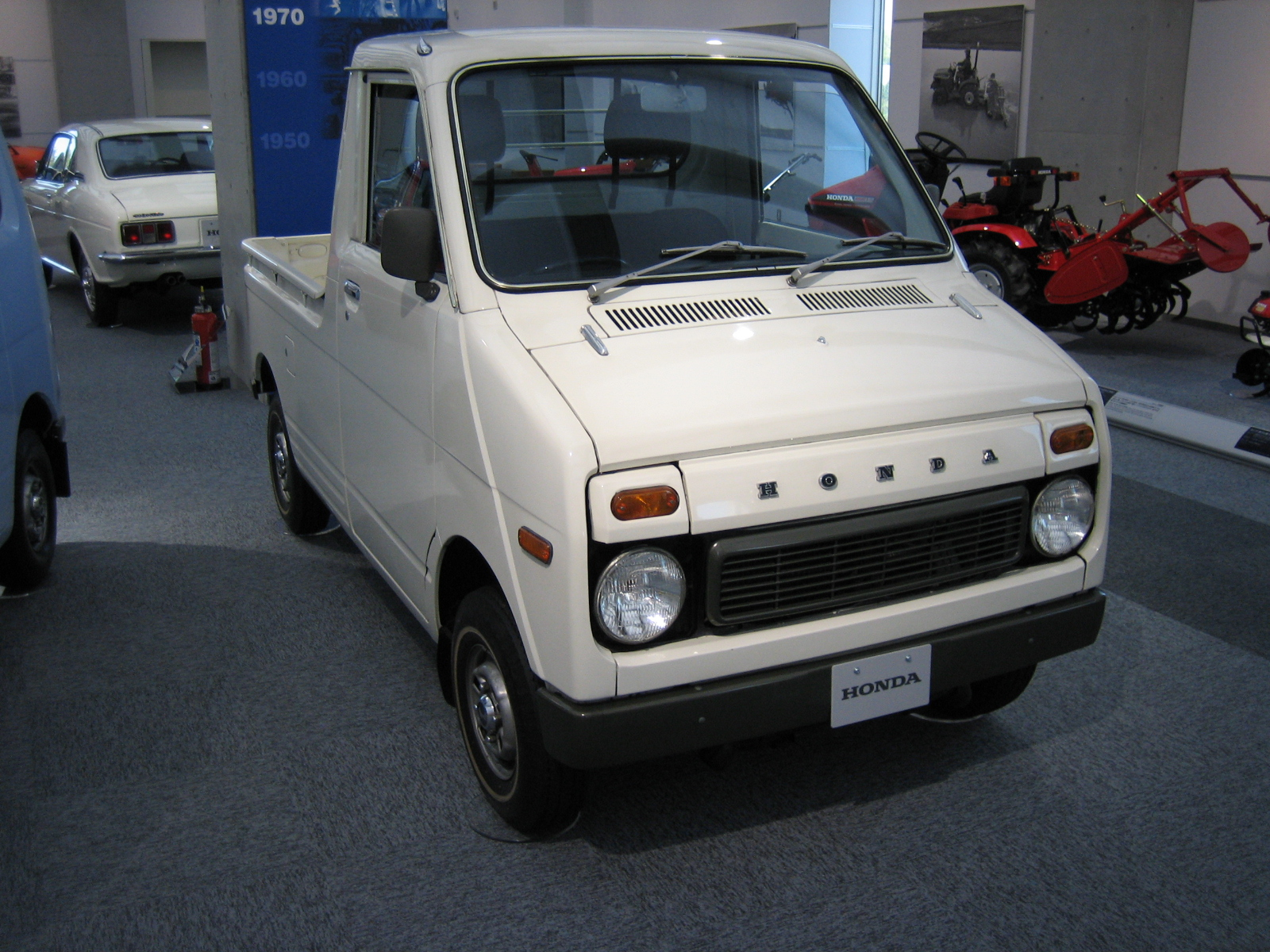
Wersja pickup

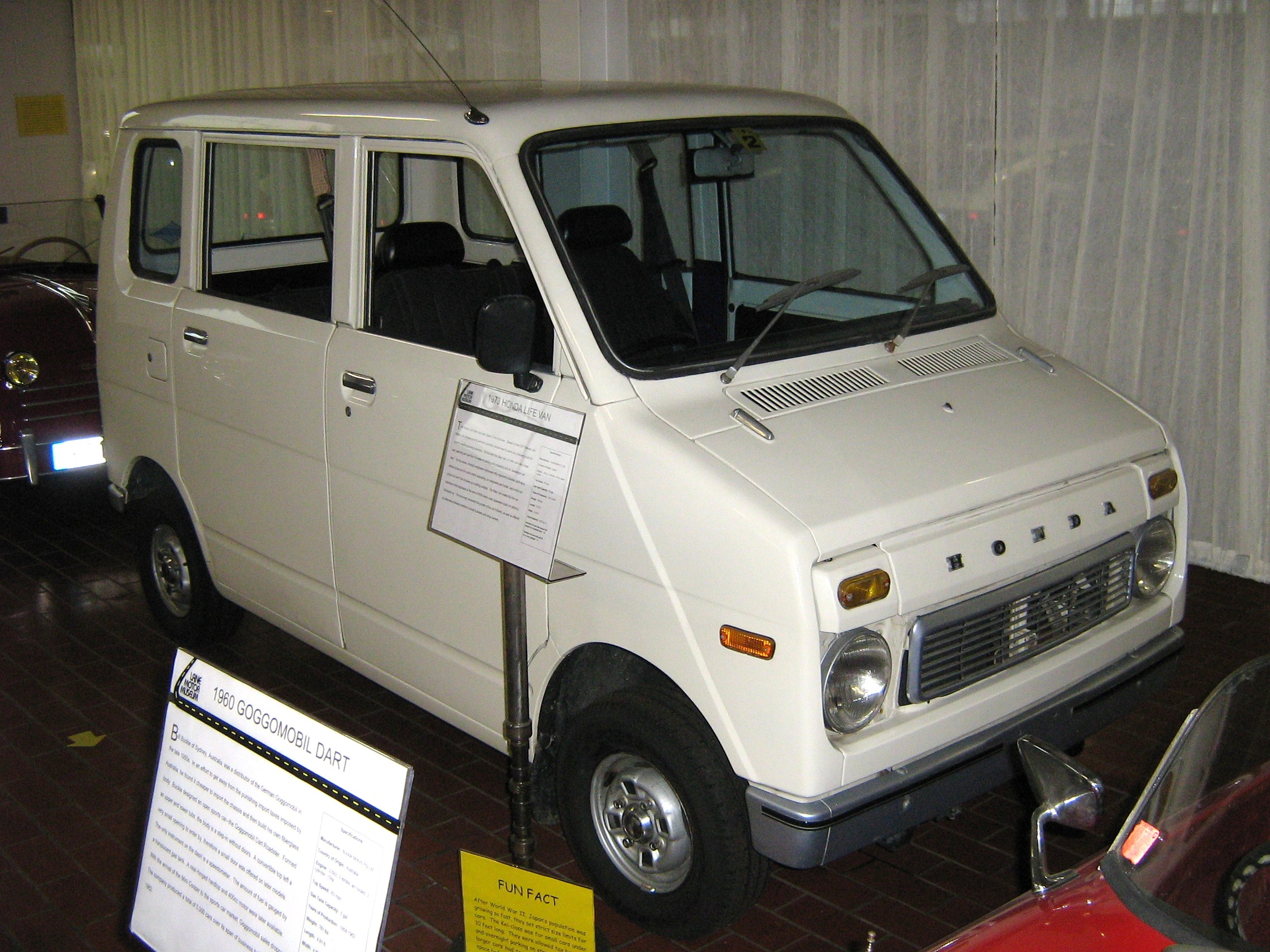
Wersja Van

Honda Life I zadebiutowała w 1971. W 1973 wprowadzono wersję pickup. Produkcji zaprzestano w 1974.

## Honda Life II
Honda Life II zadebiutowała ponownie w 1997 po prawie 23 latach przerwy. Produkcję auta zakończono już w 1998 ze względu na konieczną przebudowę.

## Honda Life III

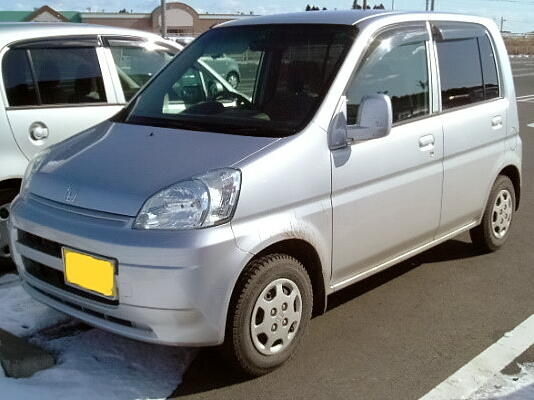
Honda Life III po lekkim liftingu

Honda Life III zadebiutowała w 1998. Auto jest większe od swojego poprzednika. W 2001 model przeszedł facelifting oraz wprowadzono mocniejszą wersję o nazwie Life Dunk. Produkcję zakończono w 2003.

## Honda Life IV
Honda Life IV zadebiutowała w 2003. W 2006 przeprowadzono facelifting. Produkcję auta zakończono w 2008.

## Honda Life V
W 2008 roku Honda zaprezentowała piąte pokolenie Hondy Life. Auto dostępne jest w siedmiu wersjach wyposażeniowych: C, G, PASTEL, turbo PASTEL, DIVA, DIVA turbo, Mugen. W 2010 przeprowadzono facelifting.